# Smaragdina aurita
Smaragdina aurita је врста тврдокрилца из породице буба листара (Chrysomelidae). Познате су 4 подврсте:
- Smaragdina aurita aurita (Linnaeus, 1767)
- Smaragdina aurita auritoides (Achard, 1923)
- Smaragdina aurita hammarstroemi (Jakobson, 1901)
- Smaragdina aurita nigrocyanea (Motschulsky, 1866)

## Опис
Ова буба је дуга између 4,5 и 6 mm. Глава је црна, са металним одсјајем. Антене су према корену црвене или наранџасте, према врху црне. Пронотум је црн и сјајан, са широким жутим или оранж појасевима на боковима. Покрилца су такође црна, са тамноплавим одсјајем. Ноге су жуте или оранж са црним завршецима.

## Распрострањење
Настањује безмало целу Европу, а има је свуда у Србији.